# 26495 Eichorn
26495 Eichorn este un asteroid din centura principală de asteroizi.

## Descriere
26495 Eichorn este un asteroid din centura principală de asteroizi. A fost descoperit pe 30 ianuarie 2000 în cadrul proiectului CSS. Asteroidul prezintă o orbită caracterizată de o semiaxă mare de 2,44 ua, o excentricitate de 0,14 și o înclinație de 5,3° în raport cu ecliptica.